# Samsula-Spruce Creek
Samsula-Spruce Creek est une census-designated place du comté de Volusia, dans l'État de Floride, aux États-Unis,. En 2020, elle compte une population de 4 877 habitants.